# Viktor Ianukovici
Viktor Fedorovici Ianukovici (în ucraineană Віктор Федорович Янукович) (n. 9 iulie 1950, Ienakiieve, regiunea Donețk, RSS Ucraineană) a fost președintele Ucrainei în perioada 2010 - 2014.
Anterior, acesta a fost primul ministru al Ucrainei de trei ori (21 noiembrie 2002 – 7 decembrie 2004, 28 decembrie 2004 – 5 ianuarie 2005 și 4 august 2006 – 18 decembrie 2007).
De asemenea, a fost guvernator al provinciei Donețk. Ianukovici a candidat la alegerile prezidențiale din Ucraina de pe 21 noiembrie 2004, de pe o poziție pro-Rusia. Pe 24 noiembrie, după al doilea tur de scrutin, Parlamentul Ucrainei l-a declarat oficial învingător al alegerilor pe Viktor Ianukovici. El a primit 49,61% din voturi, față de 46,61% ale lui Viktor Iușcenko, candidatul opoziție prooccidentale. Iușcenko nu a recunoscut totuși rezultatul. Curtea Supremă de Justiție a Ucrainei a suspendat rezultatele alegerilor prezidențiale până ce un apel contra victoriei prim-ministrului Viktor Ianukovici a fost examinat. În urma unui al treilea tur de scrutin impulsionat de Revoluția oranj, Ianukovici a pierdut acele alegeri în fața contracandidatului său, Viktor Iușcenko.
Șase ani mai târziu, Ianukovici a fost ales în funcția de președinte al Ucrainei în 2010, după un tur doi de scrutin extrem de disputat în fața unei alte figuri proeminente ale Revoluției oranj, Iulia Timoșenko.
El a depus jurământul la 25 februarie 2010.
În iarna 2013-2014, după ce în prealabil a refuzat unilateral semnarea Acordului de asociere al Ucrainei la Uniunea Europeană (parte a Parteneriatului Estic, Ianukovici a fost ținta unor proteste pro-europene de masă, care s-au soldat în cele din urmă cu demiterea sa și preluarea interimatului funcției de președinte de către speakerul Oleksandr Turcinov (22 februarie 2014).

## Fuga din Ucraina
La 22 februarie 2014, președintele Ianukovici a părăsit capitala Kiev pentru a participa la un congres pro-rus la Harkov. Într-un discurs preînregistrat, difuzat prin mijloacele de informare în masă, acesta afirma că nu intenționa să demisioneze. Totuși, Ianukovici nu a mai compărut la congresul de Harkov, în timp ce în presă apăreau deja relatări despre faptul că ar fi fugit într-o direcție necunoscută, cel mai probabil Rusia, Belarus sau chiar Emiratele Arabe Unite.
După câteva zile de incertitudine, timp în care a fost dat în urmărire internațională pentru genocid, Ianukovici a susținut o conferință de presă în orașul rus Rostov pe Don în care blama noua putere "profascistă"de la Kiev pentru lovitură de stat. "Evenimentele care afectează în prezent Crimeea sunt o reacție naturală față de o uzurpare a puterii", declară Ianukovici cu referire la intervenția pro-rusă din autonomia Crimeea.